# Bidens tripartita
Pour les articles homonymes, voir Chanvre d'eau.
Espèce
Statut de conservation UICN

 LC  : Préoccupation mineure
Le bident tripartite ou bident à feuilles tripartites (Bidens tripartita) est une espèce de plantes à fleurs de la famille des Asteraceae. C'est une espèce commune dans les lieux humides d'Europe et d'Asie occidentale. Elle est aussi quelquefois appelée chanvre d'eau.

## Historique et dénomination
L'espèce Bidens tripartita a été décrite par le naturaliste suédois Carl von Linné en 1753.
Le nom générique, bident, du latin bidens se réfère à la constitution des fruits qui comportent généralement deux arêtes à leur sommet. Le nom spécifique, tripartita, rappelle la forme des feuilles généralement divisées en trois.

### Noms vernaculaires
- bident à feuilles tripartites ou bident tripartite[2]
- chanvre d'eau ou chanvre aquatique (Ces dénominations sont communes à plusieurs espèces)
- cornuet
- eupatoire bâtarde [3].

## Description

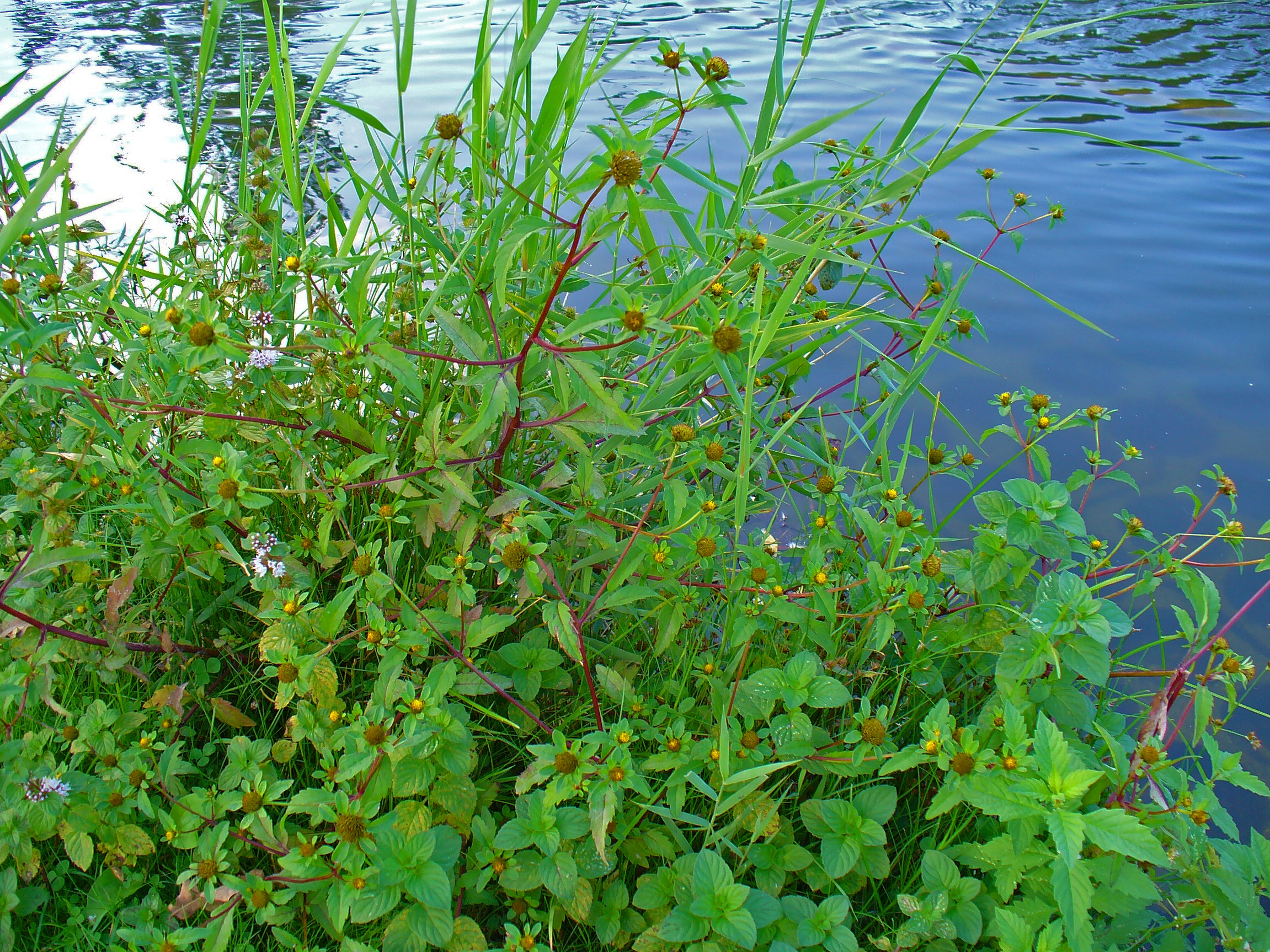
Habitus
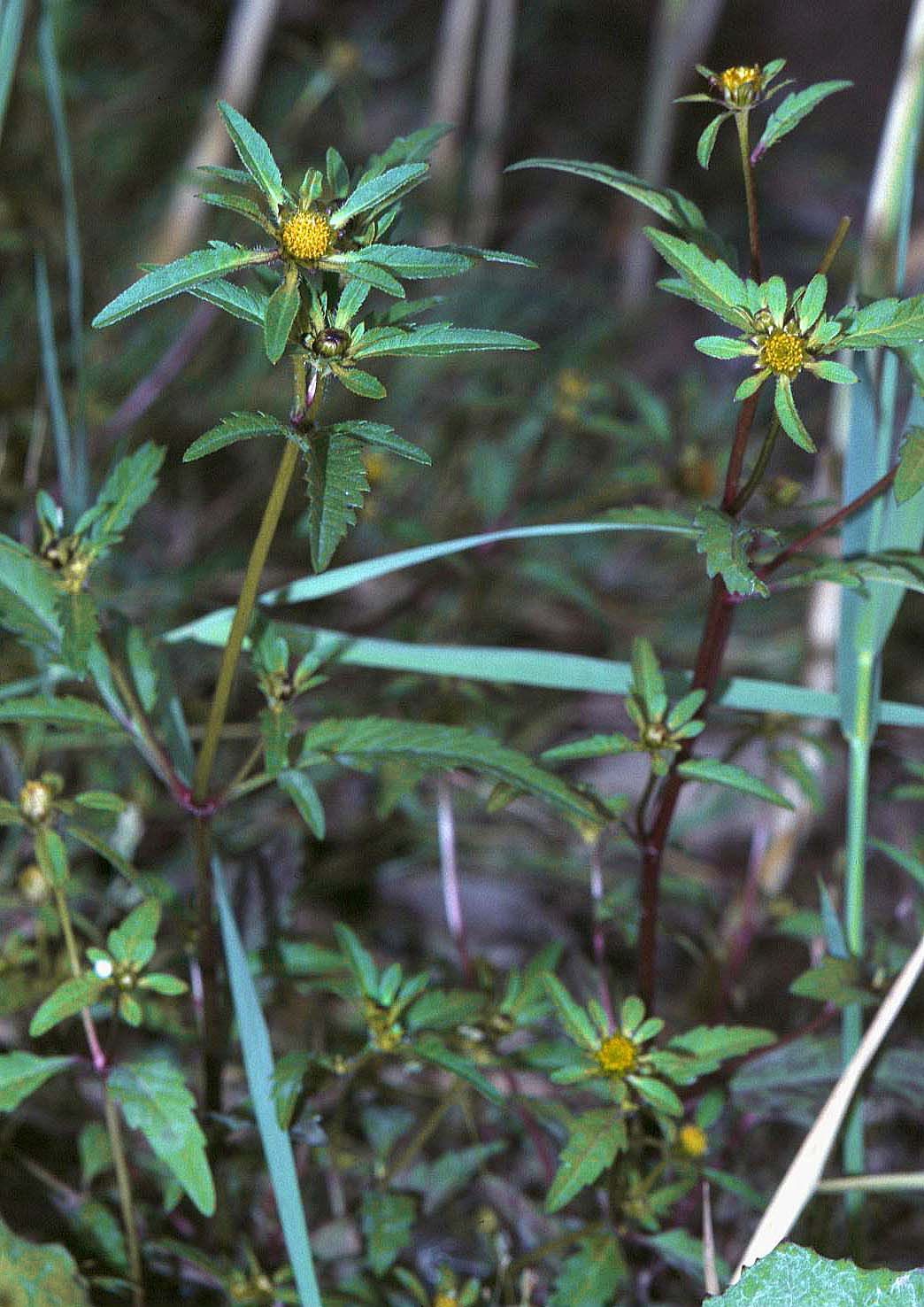
Fleurs
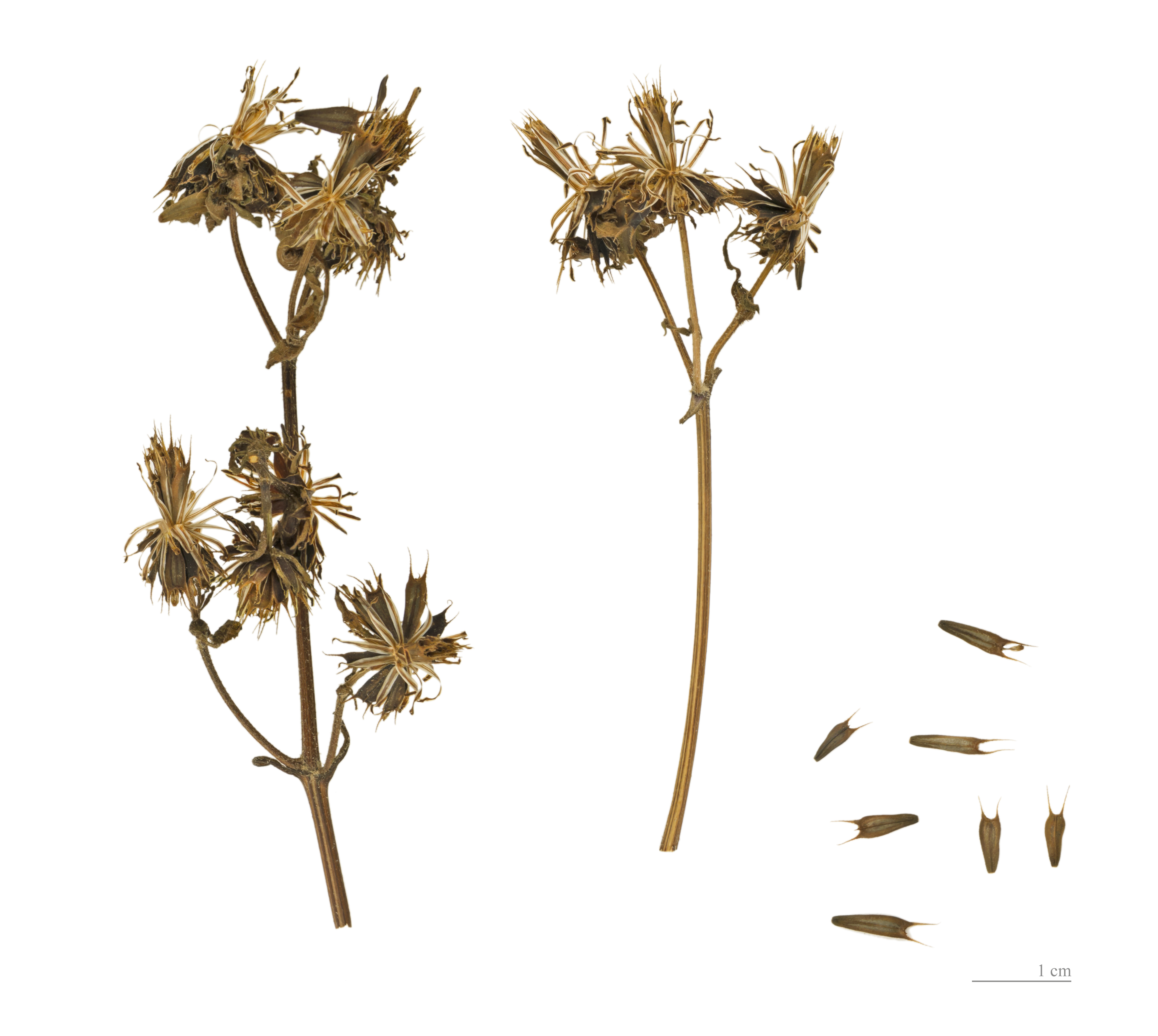
Infrutescences et Akènes - Muséum de Toulouse
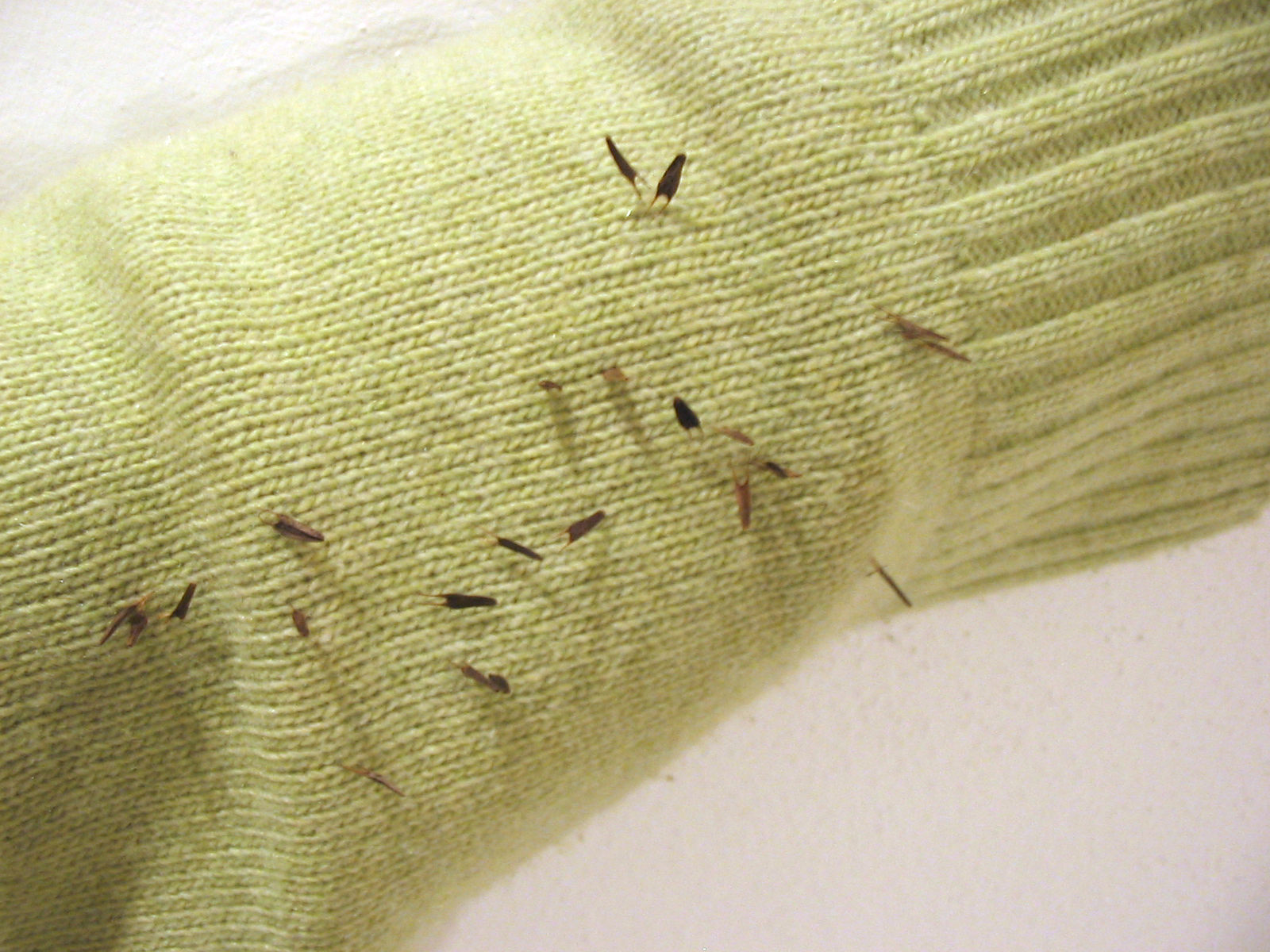
Epizoochorie

Le bident tripartite est une plante herbacée annuelle pouvant atteindre 80 centimètres de haut. Le système racinaire est du type pivotant.
Les feuilles, glabres, opposées, sont toutes dentées et plus ou moins divisées, généralement en trois lobes, parfois cinq, voire en folioles distinctes. Les pétioles sont très courts et ailés.
Les inflorescences sont des capitules dressés, de 10 à 20 mm de diamètre, regroupant des fleurons tubulaires de couleur jaune. L'involucre comporte des bractées vertes étalées débordant largement du capitule. Les capitules sont eux-mêmes regroupés en inflorescence ramifiée de type dichotomique, formant une cyme bipare.
La floraison a lieu de juin à octobre.
Les fruits sont des akènes de 5 à 6 mm de long, munis de deux ou trois arêtes au sommet. Ces arêtes barbues s'accrochent facilement aux poils des mammifères, assurant ainsi leur dispersion (Epizoochorie).

## Distribution et habitat
Le bident tripartite est originaire des régions tempérées de l'ancien monde : Europe, Afrique du Nord et Asie. On le rencontre dans la plupart des pays d'Europe, de la Finlande au Portugal et des îles britanniques à l'Ukraine. En Asie on le trouve depuis le Moyen-Orient et l'Asie centrale jusqu'en Extrême-Orient (Chine, Japon), ainsi que dans le sous-continent indien.
L'espèce s'est naturalisée dans les autres continents.
C'est une espèce de plaine, préférant les sols humides. C'est l'espèce dominante, en compagnie d'autre Bidens, du Bidention tripartitae, groupement végétal présent sur les rives des cours d'eau et des étangs dans des sols alluviaux riches en limons et en nitrates.

## Liste des sous-espèces, formes et variétés
Selon Catalogue of Life (8 décembre 2014) :
- forme Bidens pilosa f. dondiifolia
- forme Bidens pilosa f. pilosa
- forme Bidens pilosa f. radiata
- forme Bidens pilosa f. scandicina
- variété Bidens pilosa var. alausensis
- variété Bidens pilosa var. apiifolia
- variété Bidens pilosa var. pilosa

Selon The Plant List (8 décembre 2014) :
- sous-espèce Bidens tripartita subsp. bullatus (L.) Rouy
- variété Bidens tripartita var. repens (D.Don) Sherff

Selon Tropicos (8 décembre 2014) (Attention liste brute contenant possiblement des synonymes) :
- variété Bidens tripartita var. cernuifolia Sherff
- variété Bidens tripartita var. fallax Warnst.
- variété Bidens tripartita var. heterodoxa Fernald
- variété Bidens tripartita var. hirta (Jord.) Sherff
- variété Bidens tripartita var. indivisa DC. ex DC.
- variété Bidens tripartita var. pinnatifida Turcz. ex DC.
- variété Bidens tripartita var. quinqueloba Z.X. An
- variété Bidens tripartita var. repens (D. Don) Sherff
- variété Bidens tripartita var. shimadai (Hayata) Yamam.
- variété Bidens tripartita var. tripartita

## Utilisation
C'est une espèce considérée comme une mauvaise herbe. Sa racine aurait été utilisée autrefois contre les morsures de scorpions.